# Bartholomäus Wimmer

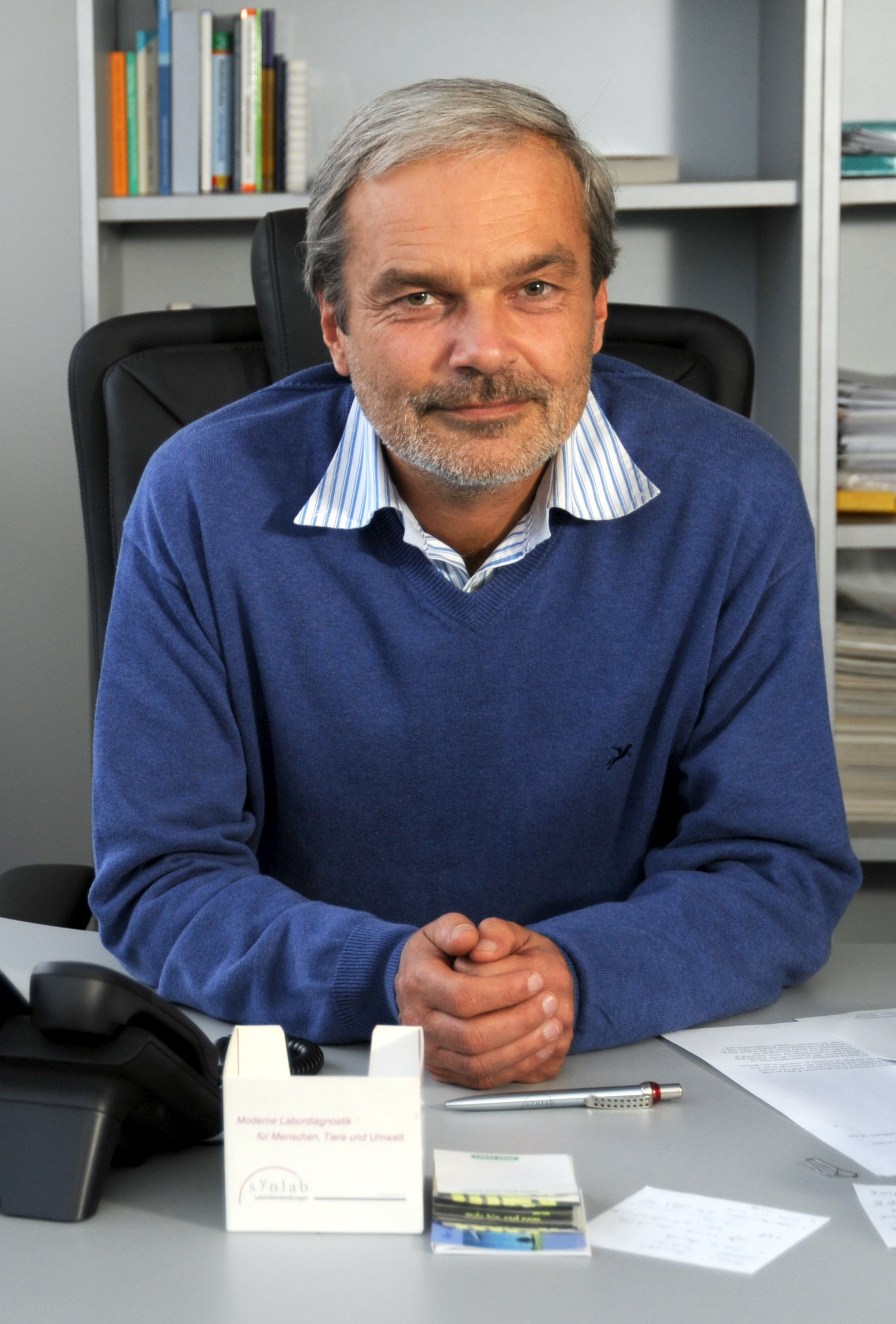
Bartl Wimmer (2010)

Bartholomäus Wimmer, auch Bartl Wimmer (* 9. September 1960 in Salzberg, heute Berchtesgaden), ist ein deutscher Laborarzt und Mitbegründer der Synlab-Gruppe.

## Leben und Wirken
Aufgewachsen in Berchtesgaden studierte Wimmer von 1981 bis 1986 Humanmedizin in München und Regensburg. Während seines praktischen Jahres arbeitete er in drei verschiedenen Krankenhäusern in der Gastroenterologie, Onkologie und der Unfallchirurgie. 1987 schloss er sein Studium mit dem 3. Staatsexamen und seiner Approbation ab. Nach einem einjährigen Auslandsaufenthalt und zwei Jahren als Assistenzarzt promovierte er 1989 an der TU München. Daraufhin arbeitete Wimmer als Assistenzarzt für Dialyse, Innere Medizin und Nephrologie (1990/91) sowie als Assistenzarzt im Labor Dirr in Augsburg (1991–93).
Im Jahr 1993 erhielt Wimmer die Anerkennung als Facharzt für Labormedizin. Er etablierte sich als Laborarzt in Augsburg und arbeitete zunächst als Partner von Dirr. Später wurde er Seniorpartner in der „Gemeinschaftspraxis für Labormedizin“ (1999) und schließlich medizinischer Direktor des „Medizinischen Versorgungszentrum für Laboratoriumsdiagnostik“ (2004).
1998 gründete Wimmer in Zusammenarbeit mit Frey die Firma Synlab, damals noch unter dem Namen Synlab Verbund Freier Laborärzte. In den folgenden Jahren wuchs Synlab rapide und wurde umbenannt in Synlab Labordienstleistungen. Wimmers Labor in Augsburg wurde zuerst das Verwaltungszentrum, 2006 dann die Zentrale der Synlab-Gruppe. Zum 2. April 2018 gab er seinen Rücktritt als Group Chief Executive Officer (Vorstandsvorsitzender) bekannt, er bleibt der Gruppe jedoch als „Senior Advisor“, als Mitglied des SYNLAB Verwaltungsrats und als ein „bedeutsamer“ Aktionär erhalten.
Bereits in den 1980ern protestierte Wimmer gegen die Wiederaufarbeitungsanlage Wackersdorf, kämpfte gegen die Berchtesgadener Olympiabewerbung und wurde für die Partei Bündnis 90/Die Grünen aktiv. 1984 und 1990 wurde er in den Bischofswieser Gemeinderat gewählt. Seit 1990 ist er Kreisrat des Landkreises Berchtesgadener Land und dort seit 2008 Vorsitzender des Rechnungsprüfungsausschusses. Darüber hinaus ist er seit 1996 Mitglied im Marktgemeinderat Berchtesgaden, in dem er die wechselnden Funktionen als Fraktionssprecher, Mitglied des Bau- sowie des Hauptausschusses innehatte. Bei den Kommunalwahlen in Bayern 2020 trat er für die Grünen als Landratskandidat für den Landkreis Berchtesgadener Land an, unterlag jedoch mit 41,27 Prozent in der Stichwahl gegen seinen Mitbewerber Bernhard Kern (CSU).
2017 hatte Wimmer bei einer Zwangsversteigerung den Zuschlag für das Anwesen des ehemaligen Hotel Geiger bekommen. Nach Abriss der letzten Gebäudeteile im Januar 2019, ließ er auf dem Anwesen den Kulturhof Stanggaß errichten, der im November 2021 erneut als Hotel u. a. mit Restaurant und Festsaal für 250 Personen eröffnet wurde.
Seit November 2020 ist Wimmer 1. Vorsitzender des Zweckverbandes Bergerlebnis Berchtesgaden, dem er schon bald nach Übernahme seines Amtes eine neue Marketingausrichtung und eine neue Selbstbezeichnung angedeihen ließ.
Wimmer ließ der Partei Bündnis 90/Die Grünen im Oktober 2024 eine Spende in Höhe von 80.000 Euro zukommen.
Bartholomäus Wimmer ist verheiratet und Vater von vier Kindern.